# Robert Repnik
Robert Repnik, slovenski fizik, 18. april 1975.
Deluje kot redni profesor s področja fizike na Fakulteti za naravoslovje in matematiko Univerze v Mariboru (FNM) in član programske skupine Računsko intenzivni kompleksni sistemi. Ukvarja se z raziskavami na področju tekočih kristalov ter z didaktiko fizike. Na področju tekočih kristalov preučuje površinske pojave in defekte v planparalelni tekočekristalni celici, aplikativne prikaze statike in dinamike defektov ter strukturne ter fazne prehode. Na področju didaktike fizike se ukvarja s preučevanjem učinkovitosti načinov vnašanja sodobnih vsebin v pouk fizike, razvojem poučevanja astronomskih vsebin in didaktičnimi pristopi pri uporabi izobraževalne - komunikacijske tehnologije pri pouku fizike. Bil je koordinator projekta Razvoj naravoslovnih kompetenc. Posveča se tudi aplikacijam fizike v gospodarstvu ter sodeluje s podjetji, kjer so fizikalna znanja prepoznana kot pomembna.
Na Fakulteti za naravoslovje in matematiko v Mariboru je doslej opravljal funkcije namestnika predstojnice oddelka za fiziko in kasneje predstojnika, poleg tega pa vodstvene funkcije v dveh podjetjih. Od leta 2019 je vršilec dolžnosti prodekana za sodelovanje z gospodarstvom na FNM. Leta 2020 je bil imenovan za direktorja Javne agencije za raziskovalno dejavnost Republike Slovenije. Konec leta 2021 je odstopil z mesta direktorja.
Aktiven je tudi na področju popularizacije znanosti. Sodeloval je pri organizaciji Mednarodnega leta fizike (2005), Mednarodnega leta astronomije (2009), pri izvedbi projektov Noč raziskovalcev (2006-2016) in Znanstival (2009). Je član astronomskih društev adPolaris in adKmica ter član Predmetne razvojne skupine za fiziko pri ZRSŠ. Deluje tudi v Zvezi za tehnično kulturo Slovenije, zlasti na področju mladinskega raziskovalnega dela. Je prejemnik bronastega in Srebrnega znaka Univerze v Mariboru ter bronastega in zlatega priznanja ZOTKS.